# Salsa di mele
La salsa di mele è un contorno dolce diffuso in diversi paesi europei e nel Nord America.

## Caratteristiche
La salsa di mele è un alimento a base di mele dal gusto dolce e speziato. Viene spesso usata per insaporire alimenti salati come l'arrosto di maiale e le verdure. In Germania si consuma con le frittelle di patate, nei Paesi Bassi con le patate fritte mentre negli USA funge da ingrediente per le torte di mele e si consuma con il pane da toast. In Francia, dove viene chiamata compote, viene servita a temperatura ambiente e si consuma con il boudin aux pommes (un sanguinaccio con la salsa di mele). Inoltre, la salsa di mele è una valida sostituta di altri grassi alimentari, come l'olio o il burro, per la cottura degli alimenti. In commercio sono disponibili delle versioni confezionate e a basso costo della salsa di mele. In passato, il contorno veniva preparato per l'inverno in quanto è un alimento che si conserva a lungo.

## Preparazione
La salsa di mele si prepara cuocendo delle mele con l'acqua o il sidro di mele. Se vengono usate varietà di mele acide come, ad esempio, la Bramley, la salsa di mele risulterà particolarmente fluida. In seguito vengono eventualmente aggiunti zucchero, spezie (di solito cannella e pimento), miele o succo di limone a piacere. Le versioni in commercio contengono aromi o dolcificanti.

## Proprietà
Essendo ricca di pectina (che può essere aggiunta durante il processo di cottura), la salsa di mele è un rimedio casalingo per combattere la diarrea. Inoltre, la salsa di mele rientra fra gli alimenti della dieta BRAT, ideata per aiutare i bambini che soffrono di diarrea e problemi di stomaco.

## Alimenti simili
Un alimento simile alla salsa di mele è il burro di mele, inventato in Belgio e nei Paesi Bassi e caratterizzato da una maggiore quantità di sidro (8 litri per 100 chilogrammi).